# Hunter Maldonado
Hunter Alan Maldonado (Colorado Springs, Colorado; 24 de marzo de 1999) es un baloncestista estadounidense que pertenece a la plantilla del MHP Riesen Ludwigsburg de la Basketball Bundesliga. Con 1,98 metros de estatura, juega en la posición de escolta.

## Trayectoria deportiva

### Universidad
Jugó seis temporadas con los Cowboys de la Universidad de Wyoming, en las que promedió 13,7 puntos, 5,1 rebotes, 4,0 asistencias y 1,2 robos de balón por partido. En su segundo año, Maldonado promedió 13,8 puntos y 6,8 rebotes por partido en ocho partidos. Sin embargo, su temporada terminó prematuramente con un esguince de ligamento de la rodilla y espasmos en la espalda, por lo que recibió una temporada extra. En su temporada senior fue incluido en el mejor quinteto de la Mountain West Conference tras promediar 18,5 puntos, 6,3 asistencias y 5,3 rebotes por partido.
El 22 de marzo de 2022 se declaró elegible para el Draft de la NBA, aunque manteniendo su elegibilidad universitaria. Tras no ver interés por parte de los equipos de la NBA, regresó a Wyoming para una temporada extra debido a la pandemia de COVID-19. El 9 de febrero de 2023, anotó 17 puntos en la derrota 69-59 ante la UNLV, y se convirtió en el quinto jugador en la historia del programa en superar el umbral de los 2000 puntos.

#### Estadísticas
| Año     | Equipo  | PJ  | PT  | MPP  | %TC  | %3P  | %TL  | RPP | APP | ROB | TPP | PPP  |
| ------- | ------- | --- | --- | ---- | ---- | ---- | ---- | --- | --- | --- | --- | ---- |
| 2017–18 | Wyoming | 29  | 19  | 21.2 | .388 | .304 | .735 | 2.2 | 1.4 | 1.0 | .2  | 5.3  |
| 2018–19 | Wyoming | 8   | 5   | 32.5 | .420 | .333 | .625 | 6.8 | 2.3 | 1.1 | .5  | 13.8 |
| 2019–20 | Wyoming | 33  | 33  | 35.3 | .422 | .295 | .708 | 5.8 | 4.0 | 1.2 | .5  | 15.8 |
| 2020–21 | Wyoming | 25  | 25  | 35.8 | .419 | .200 | .694 | 6.8 | 4.6 | 1.2 | .4  | 12.5 |
| 2021–22 | Wyoming | 33  | 33  | 37.3 | .495 | .250 | .711 | 5.7 | 6.3 | 1.2 | .1  | 18.5 |
| 2022–23 | Wyoming | 29  | 29  | 34.6 | .481 | .338 | .753 | 4.8 | 4.0 | 1.4 | .3  | 15.6 |
| Total   | Total   | 157 | 144 | 32.9 | .449 | .283 | .715 | 5.1 | 4.0 | 1.2 | .3  | 13.7 |

### Profesional
Tras no ser elegido en el Draft de la NBA de 2023, disputó con los Oklahoma City Thunder la Liga de Verano de la NBA, y el 18 de octubre firmó contrato con la franquicia. Sin embargo, fue despedido al día siguiente, y 10 días después se incorporaría a su filial en la G League, los Oklahoma City Blue. Allí completó su primera temporada  ayudando a ganar el campeonato a los Blue con 10,3 puntos, 4,7 asistencias y 4,6 rebotes por encuentro.
El 31 de julio de 2024 firmó con el MHP Riesen Ludwigsburg de la Basketball Bundesliga alemana.